# 6646 Churanta
A 6646 Churanta (ideiglenes jelöléssel 1991 CA3) egy kisbolygó a Naprendszerben. Eleanor F. Helin fedezte fel 1991. február 14-én.